# Hooliganisme
Hooliganisme (eller fodboldvold) er et begreb, der dækker over optøjer og voldelige sammenstød mellem fanatiske fodboldfans. Rivaliserende hooligan-grupper mødes til arrangerede slåskampe, kaldet offs, der typisk finder sted langt fra fodboldstadions. Hooligan-grupperne opererer typisk med et strengt kodeks, der udsiger, at man kun må slås med andre hooligans og ikke må anvende våben. Hooligan-grupper bliver i England kaldt firms. Hooliganisme anses inden for fodboldverdenen som et alvorligt problem.

## I Danmark
Danske hooligans arrangerer som regel[kilde mangler] slagsmål i forbindelse med kampe i Superligaen.
I 2008 vedtog Folketinget at indføre et register over hooligans i et forsøg på at dæmme op for problemet.
Casuals ligger i Danmark tæt op af hooligans, men den aktive søgen efter slagsmål er skåret væk i de fleste gruppers tilfælde. Casuals er fanatiske, de synger højt, og de klæder sig vigtigst af alt i dyrt mærketøj.
Nogle hooligangrupper knytter sig til det højreradikale miljø, hvilket i Danmark primært vil sige organisationen Dansk Front.[kilde mangler] Der findes ingen kendte hooligangrupper på den yderste venstrefløj.

## I Tyskland
I forbindelse med verdenmesterskaberne i fodbold, som fandt sted i Tyskland i 2006, valgte myndighederne at lukke de ellers åbne grænser i Schengen-samarbejdet, således at der skulle vises pas ved indrejse til Tyskland – netop for at dæmme op for problemet med fodboldvold.[kilde mangler]